# Dues mares perfectes
Dues mares perfectes (originalment en anglès: Adore (Perfect Mothers)) és una pel·lícula dramàtica del 2013 dirigida per Anne Fontaine. És protagonitzada per Naomi Watts, Robin Wright, Ben Mendelsohn, Xavier Samuel i James Frecheville. La pel·lícula explica la història d'una parella de dones de mitjana edat que són amigues de tota la vida i tenen relacions sexuals amb els fills adolescents de l'altra, i les conseqüències emocionals resultants de les seves aventures. Està basat en una novel·la del 2003 de l'escriptora Doris Lessing anomenada The Grandmothers.
La pel·lícula es va estrenar al Festival de Cinema de Sundance de 2013 sota el seu títol original de Two Mothers. Es va subtitular al català, i no es va doblar fins al 19 d'agost de 2022 per TV3.

## Repartiment
- Naomi Watts com a Lil
- Robin Wright com a Roz
- Ben Mendelsohn com a Harold
- Xavier Samuel com a Ian
- James Frecheville com a Tom
- Jessica Tovey com a Mary
- Sophie Lowe com a Hannah
- Gary Sweet com Saul